# S/2007 S 3
S/2007 S 2 je jeden z měsíců Saturnu. Jeho objev oznámili Scott S. Sheppard, David C. Jewitt, Jan Kleyna a Brian G. Marsden v květnu roku 2007. S/2007 S 3 má průměr asi 3 až 5 kilometrů a obíhá Saturn v průměrné vzdálenosti 20 518 500 kilometrů. Doba oběhu činí 1100 dní, sklon k ekliptice je 177,22 stupňů. Oběh měsíce je retrográdní. Výstřednost dráhy činí 0,130. 